# Elisabeth Bergstrand-Poulsen
Anna Albertina Elisabeth Bergstrand-Poulsen (geboren am 12. November 1887 in Långasjö (Småland); gestorben am 19. Februar 1955 in Charlottenlund, Gentofte) war eine schwedische Künstlerin und Schriftstellerin.

## Leben
In Småland als Tochter des Organisten Per Magnus Bergstrand (1855–1927) und dessen Frau Anna Hammargren (1861–1946) geboren, studierte Elisabeth Bergstrand von 1909 bis 1913 Malerei an der Königlichen Akademie der freien Künste in Stockholm. Auf ihrer Studienreise nach Frankreich, Italien und Algerien lernte sie den dänischen Bildhauer Axel Poulsen kennen. Sie heiratete ihn am 12. November 1917 und zog mit ihm nach Kopenhagen. Das Paar hatte zwei Söhne: Ivar (1918) und Hans (1920).
Auch nach ihrer Heirat beschäftigte sie sich mit Malen und Zeichnen (Porträts, Landleben, Öl- und Wasserfarbgemälde), Web- und Stickarbeiten sowie am Rande mit Skulpturen.
Erst spät, gegen 1926, begann sie auch zu schreiben, wobei sie neben Romanen und Erzählungen vor allem Gedichte verfasste. Typisch für sie war ein romantisch-konservativer, moralisierender und kraftvoller Schreibstil. Mehrere ihrer Bücher wurden auch in andere Sprachen übersetzt, namentlich Dänisch, Niederländisch, Deutsch und Englisch.

## Bibliographie
- Helden und Heldentaten (Hjältar och hjältedåd), 1934
- Froh und gut soll der Mensch sein – und stark (Glad och god skall människan vara – och stark), 1935

- Lovsång till träorkester. Norstedt, Stockholm 1935 – dt. Lobgesang zum Holzorchester (Übers. Ilse Meyer-Lüne), J. J. Weber, Leipzig 1937 (= Weberschiffchen-Bücherei 23)
- Am Webstuhl des Lebens (Väven), 1936
- Die Krone (Kronan: Berättelse från senare hälften av 1800), 1937
- Der Mensch und die Glocken (Människorna och klockorna), 1939
- Habicht, könnte ich deine Flügel leihen? (Hök, får jag låna dina vingar?), 1940
- Königin der Nacht (Nattens drottning), 1941
- Das Lied (Sången), 1947
- Die Wanderung (Vandringen), 1948